# Nada Gaborovič
Nada Gaborovič (rojena Kropej), slovenska pisateljica, * 13. marec 1924, Maribor, † 23. julij 2006, Maribor.

## Življenje
Prva leta svojega življenja je preživela v Mariboru, kjer je obiskovala osnovno šolo in Drugo realno gimnazijo. Ob nemški okupaciji 1941 je s svojo sestro odšla v Ljubljano, da je tam dokončala šesti razred gimnazije. V rojstni kraj se je vrnila, ko so iz njega začeli odhajati prvi transporti Slovencev, s starši in sestro je bila sredi julija istega leta pregnana v Srbijo, v Gučo, kjer so živeli do začetka julija 1945. Brat Albert, najstarejši otrok v družini, je prva leta vojne preživel kot vojni ujetnik, njene zadnje mesece pa v taborišču v Dachauu. Gaborovičeva se je v Srbiji vključila v osvobodilno gibanje. Leta 1945 se je vrnila v Maribor, končala manjkajoča dva razreda gimnazije in 1946 maturirala, se vpisala na slavistiko in na Filozofski fakulteti v Ljubljani diplomirala leta 1950. Moža je spoznala v izgnanstvu, kasneje sta se poročila in imela dva sinova, Svitana in Zorana.
Takoj po diplomi, aprila 1950, se je zaposlila kot profesorica slovenskega jezika in književnosti. Tri mesece je poučevala v nižji gimnaziji v Mariboru, od jeseni istega leta do 1976 pa na gimnaziji Miloša Zidanška, kjer je ob poučevanju tudi vodila literarni krožek. Med letoma 1977 in 1979 je bila ravnateljica Mariborske knjižnice, nato je do upokojitve delala kot svetovalka za slovenski jezik na mariborski enoti Zavoda za šolstvo. Poleg tega je leta 1971 postala urednica proze in esejistike pri reviji Dialogi, uredniški odbor je odstopil konec leta 1980. 2006 je bila izvoljena za častno članico Slavističnega društva Slovenije.
Pisati je začela v otroštvu, dnevnik je neprekinjeno pisala do leta 1952. Med 14. in 16. letom je napisala svoj prvi roman Beli jorgovan, dolg 800 strani, med bivanjem v Guči pa deset daljših proznih besedil. Po letu 1947 se je posvetila študiju in za tem poučevanju, zato je s pisanjem nadaljevala šele leta 1958.

## Literarno delo
Pisala je romane, novele, črtice, parodije, radijske igre, knjižne ocene in kritike. Z objavljanjem je začela leta 1960 v mariborskih Novih obzorjih, kasneje še v časniku TT, Sodobnosti, Problemih, Dialogi, Prostoru in času, Kurirčku, Cicibanu, Pionirju, Delu, Večeru, Primorskem dnevniku in v nekaterih srbskih in hrvaških literarnih revijah. V reviji Antena je izhajal njen podlistek Dober večer, veselje, kjer je parodirala roman Françoise Sagan Dober dan, žalost. Nekateri prispevki so dobili mesto v literarnih oddajah na radijskih postajah v Mariboru, Ljubljani, Celovcu, Zagrebu in Skopju.
Avtorica snov romanov oblikuje realistično z retrospektivnim obujanjem preteklosti in asociativnimi preskoki, poglavitni pripovedni vzgib je erotika. Prvi romani so del partizanske spominske proze, v njih prikazuje življenje izseljencev (Seme), slovenskih izgnancev v Srbijo (Jesen brez poletja – prvi roman v slovenski literaturi o izgnanih v Srbijo med drugo svetovno vojno), NOB (Vsaka noč mine), čas mladinskih delovnih brigad (Kali prihodnosti). Nekateri kasnejši romani prikazujejo povojno porabniško družbo (Ne samo jaz – v avtoričinem opusu prvi roman, ki se od vojne problematike preusmeri k problematiki potrošništva, Kariatide, Objokuj jutro, Kukavičji sneg, Razdalje, Odvzemanja, Jutri), izrazito avtobiografski so romani Malahorna, Dnevi, leta in Podoba na televizorju – ta je izšel posthumno. Zadnjega romana z naslovom Mama Rozi avtorica ni uspela dokončati.
Kratka proza, objavljena v  časopisih, je  humoristična in satirična, obravnava napake ter težave povprečnega Slovenca. Kratka proza v revijah je po slogu in temah podobna romanom.
Nekaj mladostnih del je ostalo neobjavljenih. To so trilogiji Onkraj oceana in Melodija hrepenenja, romani Beli jorgovan, Večni sen, Sledovi se izgubljajo v mraku, V somraku, Ljudje s Krčevine in nekaj radijskih iger. Edini objavljen roman iz tega obdobja je Dva svetova.

### Romani
- Beli jorgovan – roman, 800 strani, se izgubil
- Onkraj oceana – trilogija o življenju slovenskih izseljencev v Ameriki, ostala v rokopisu
- Sledovi se izgubljajo v mraku – roman, ostal v rokopisu
- Večni sen – roman, ostal v rokopisu
- V somraku – roman, ostal v rokopisu
- Ljudje s Krčevine – zaradi menjave vodstva Mohorjeve družbe se izgubil med branjem
- Dober večer, veselje – feljtonski roman
- Jesen brez poletja: Roman (1961) – ljubezenski roman (COBISS)
- Kali prihodnosti: Roman (1962) – ljubezenski roman (COBISS)
- Ne samo jaz (1966) (COBISS)
- Kariatide: Roman (1969) – roman iz zdravniškega življenja (COBISS)
- Vsaka noč mine: Roman (1969) – družinski roman (COBISS)
- Razdalje: Roman (1980) – družbenokritični roman (COBISS)
- Seme: Roman (1971) – kolektivni roman (COBISS)
- Objokuj jutro (1975) (COBISS)
- Kukavičji sneg: Roman (1977) (COBISS)
- Odvzemanja (1986) (COBISS)
- Malahorna: Roman (1989) – rodovno-avtobiografski roman (COBISS)
- Zamolkli val (1990) – feljtonski roman (COBISS)
- Pogovori z ljubeznijo: Roman (1996) – ljubezenski roman  (COBISS)
- Dva svetova: Roman zdravnika (2001) – roman iz zdravniškega življenja (COBISS)
- Dnevi, leta: Avtobiografski roman iz dnevnikov v letih 1941–1947 (2003) – dnevniški zapisi (COBISS)
- Jutri (2005)  (COBISS)
- Podoba na televizorju (2006) – kratek avtobiografski roman (COBISS)

### Kratka proza
- Seženj do neba (1965) – dve noveli (COBISS)
- Zvezdni prah (1974) – novele (COBISS)
- 1 + 2 = 4 (1991) – mladinske črtice (COBISS)
- Skozi obdobja (1999) – humoreske in satire (COBISS)
- Krogi: Novele (2000) (COBISS)

### Radijske igre
- Sitnosti s čustvi: Kratka radijska igra (1993) (COBISS)
- Vse za lep in čist jezik – humoristično satirična radijska igra
- Čakajoč na peugoeta – humoristično satirična radijska igra
- Mala nočna glasba – humoristično satirična radijska igra

## Nagrade in odlikovanja
- Kajuhova nagrada: leta 1964 za Seženj do neba.
- Glazerjeva listina: leta 1988 za roman Odvzemanja.
- Nagrada mesta Maribor: leta 1967 za roman Ne samo jaz.
- Red zaslug za narod s srebrnimi žarki: leta 1979.